# سیدیا توره
سیدیا توره (انگلیسی: Sidya Touré؛ زادهٔ ۱ ژانویهٔ ۱۹۴۵) سیاستمدار اهل گینه است. وی از ۹ ژوئیه ۱۹۹۶ تا ۸ مارس ۱۹۹۹ نخست‌وزیر گینه بود.
در سپتامبر ۲۰۲۱، سیدیا توره پس از ۱۰ ماه تبعید در اروپا به گینه بازگشت.